# Hoog Spel
Hoog Spel was het eerste Nederlandse gamestijdschrift. Het werd uitgegeven tussen 1990 en 2000. Het blad werd uitgegeven door Rangeela bv.